# Hwaseong
Hwaseong (kor. 화성) ist eine Stadt in der südkoreanischen Provinz Gyeonggi-do. Sie liegt südlich der beiden Großstädte Incheon und Seoul. An Seoul ist sie unter anderem durch die U-Bahn-Linie 1 angebunden.
In der Stadt ereignete sich der erste bekannte Serienmord Südkoreas. Zwischen Oktober 1986 und April 1991 wurden zehn Frauen ermordet. Die Polizei teilte im September 2019 mit, dass der Täter mittels DNA-Tests gefasst wurde. Der Fall wurde 2003 von Bong Joon-ho unter dem Titel Memories of Murder verfilmt.

## Söhne und Töchter der Stadt
- Cha Bum-kun (* 1953), Fußballspieler
- Ryong Ryoo (* 1955), Chemiker
- Kim Dae-eui (* 1974), Fußballspieler und -trainer
- Hong Chul (* 1990), Fußballspieler
- Kim Moon-hwan (* 1995), Fußballspieler
- Hong Seung-hee (* 1997), Schauspielerin
- Seo Soo-jin (* 1998), Sängerin